# Román Rúsinov
Román Aleksándrovich Rúsinov (Роман Александрович Русинов, Moscú, 21 de octubre de 1981) es un piloto de automovilismo ruso. Desde 2012 hasta 2017 compitió en el Campeonato Mundial de Resistencia de la FIA en la categoría LMP2.

## Carrera deportiva
Es piloto de coches, especialista en resistencia y rallies, empezando compitiendo localmente en torneos de Rusia.
Se consagró campeón del Campeonato Mundial de Resistencia de la FIA en 2015 con un Ligier JS P2 de G-Drive Racing, subcampeón en 2014, y tercero en 2013 y 2016. 
En las 24 Horas de Le Mans fue segundo en 2016 y tercero en 2015 en la clase LMP2. Fue piloto de pruebas para la escudería Jordan en 2005 y del equipo ruso MF1 Racing en 2006 de Fórmula 1. 
Compitió en European Le Mans Series, siendo campeón en 2018, subcampeón en 2019, y tercero en 2020. También resultó campeón de la Asian Le Mans Series en 2019-20.
Ha participado en Fórmula 3000 y en el Campeonato FIA GT. Llegó a participar en el equipo ruso de la especialidad A1GP, en el que estuvo en las únicas tres carreras que el equipo pudo completar debido a quedarse sin fondos, entre otras competiciones.
Empezó a participar en rallies en el Rally Ruta de la Seda, consagrándose campeón en coches del 2024 y en SSVs en 2025, dominando gran parte de las etapas.

## Resultados

### 24 Horas de Le Mans
| Año     | Equipo                                | Copilotos                         | Automóvil                   | Clase | Vueltas | Pos. | Pos. Clase |
| ------- | ------------------------------------- | --------------------------------- | --------------------------- | ----- | ------- | ---- | ---------- |
| 2008    | IPB Spartak Racing Reiter Engineering | Peter Kox Mike Hezemans           | Lamborghini Murciélago R-GT | GT1   | 266     | NC   | NC         |
| 2009    | Team Modena                           | Leo Mansell Pierre Ehret          | Ferrari F430 GT2            | GT2   | 314     | 27.º | 7.º        |
| 2012    | Signatech-Nissan                      | Pierre Ragues Nelson Panciatici   | Oreca 03-Nissan             | LMP2  | 351     | 10.º | 4.º        |
| 2013    | G-Drive-Nissan                        | John Martin Mike Conway           | Oreca 03-Nissan             | LMP2  | 327     | EX   | EX         |
| 2014    | G-Drive Racing                        | Olivier Pla Julien Canal          | Morgan LMP2-Nissan          | LMP2  | 120     | DNF  | DNF        |
| 2015    | G-Drive Racing                        | Sam Bird Julien Canal             | Ligier JS P2-Nissan         | LMP2  | 358     | 11.º | 3.º        |
| 2016    | G-Drive Racing                        | René Rast Will Stevens            | Oreca 05-Nissan             | LMP2  | 357     | 6.º  | 2.º        |
| 2017    | G-Drive Racing                        | Pierre Thiriet Alex Lynn          | Oreca 07-Gibson             | LMP2  | 20      | DNF  | DNF        |
| 2018    | G-Drive Racing                        | Andrea Pizzitola Jean-Éric Vergne | Oreca 07-Gibson             | LMP2  | 369     | DSQ  | DSQ        |
| 2019    | G-Drive Racing                        | Job van Uitert Jean-Éric Vergne   | Aurus 01-Gibson             | LMP2  | 364     | 11.º | 6.º        |
| 2020    | G-Drive Racing                        | Mikkel Jensen Jean-Éric Vergne    | Aurus 01-Gibson             | LMP2  | 367     | 9.º  | 5.º        |
| 2021    | G-Drive Racing                        | Nyck de Vries Franco Colapinto    | Aurus 01-Gibson             | LMP2  | 358     | 12.º | 7.º        |
| Fuente: |                                       |                                   |                             |       |         |      |            |

### Campeonato Mundial de Resistencia de la FIA
(Clave) (negrita indica pole position) (cursiva indica vuelta rápida)

| Año  | Escudería        | Clase | Automóvil                              | 1   | 2   | 3   | 4   | 5   | 6   | 7   | 8   | 9   | Pos. | Puntos | Ref.  |
| ---- | ---------------- | ----- | -------------------------------------- | --- | --- | --- | --- | --- | --- | --- | --- | --- | ---- | ------ | ----- |
| 2012 | Signatech-Nissan | LMP2  | Oreca 03-Nissan                        | SEB | SPA | LMS | SIL | SÃO | BHR | FUJ | SHA |     | 25.º | 11.5   | [ 4 ] |
| 2012 | Signatech-Nissan | LMP2  | Oreca 03-Nissan                        |     | 25  | 8   | 10  | 14  | 10  | DSQ | 13  |     | 25.º | 11.5   | [ 4 ] |
| 2013 | G-Drive Racing   | LMP2  | Oreca 03-Nissan                        | SIL | SPA | LMS | SÃO | COA | FUJ | SHA | BHR |     | 3.º  | 132    | [ 5 ] |
| 2013 | G-Drive Racing   | LMP2  | Oreca 03-Nissan                        | 6   | 4   | EX  | 1   | 1   | 2   | 1   | 1   |     | 3.º  | 132    | [ 5 ] |
| 2014 | G-Drive Racing   | LMP2  | Morgan LMP2-Nissan Ligier JS P2-Nissan | SIL | SPA | LMS | COA | FUJ | SHA | BHR | SÃO |     | 2.º  | 137    | [ 6 ] |
| 2014 | G-Drive Racing   | LMP2  | Morgan LMP2-Nissan Ligier JS P2-Nissan | 1   | 1   | Ret | 3   | 1   | 1   | 3   | Ret |     | 2.º  | 137    | [ 6 ] |
| 2015 | G-Drive Racing   | LMP2  | Ligier JS P2-Nissan                    | SIL | SPA | LMS | NÜR | COA | FUJ | SHA | BHR |     | 1.º  | 178    | [ 7 ] |
| 2015 | G-Drive Racing   | LMP2  | Ligier JS P2-Nissan                    | 1   | 9   | 2   | 2   | 1   | 1   | 2   | 1   |     | 1.º  | 178    | [ 7 ] |
| 2016 | G-Drive Racing   | LMP2  | Oreca 05-Nissan                        | SIL | SPA | LMS | NÜR | MEX | COA | FUJ | SHA | BHR | 3.º  | 162    | [ 8 ] |
| 2016 | G-Drive Racing   | LMP2  | Oreca 05-Nissan                        | 3   | 5   | 2   | Ret | 7   | 3   | 1   | 1   | 1   | 3.º  | 162    | [ 8 ] |
| 2017 | G-Drive Racing   | LMP2  | Oreca 07-Gibson                        | SIL | SPA | LMS | NÜR | MEX | COA | FUJ | SHA | BHR | 9.º  | 82     | [ 9 ] |
| 2017 | G-Drive Racing   | LMP2  | Oreca 07-Gibson                        | 5   | 1   | Ret | 6   | 4   | 8   | 6   | 7   | 7   | 9.º  | 82     | [ 9 ] |